# St. Johannes (Paczków)

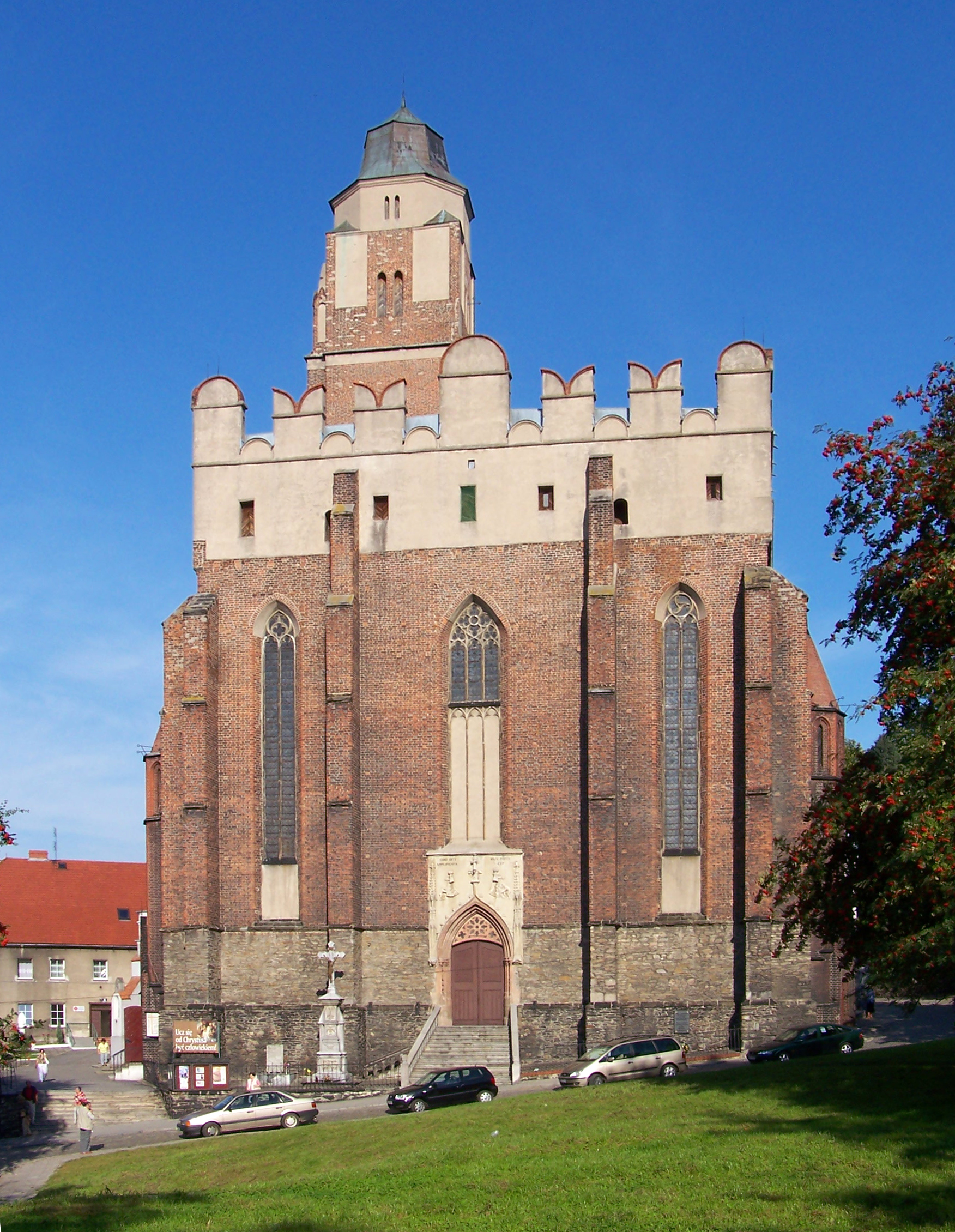
St. Johannes (Paczków)

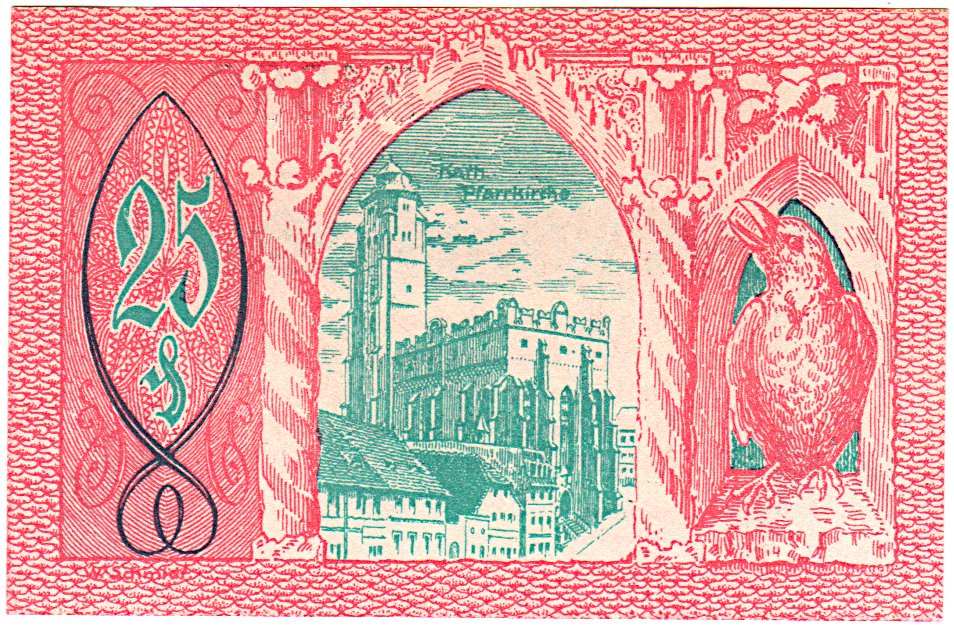
St. Johannes auf einem Notgeldschein von 1921.

Die Kirche St. Johannes Evangelist (polnisch Kościół św. Jana Ewangelisty) ist eine römisch-katholische Pfarrkirche in Paczków (deutsch Patschkau) im Powiat Nyski der Woiwodschaft Opole in Polen. Sie gehört zum Dekanat Paczków der Diözese Opole.

## Geschichte

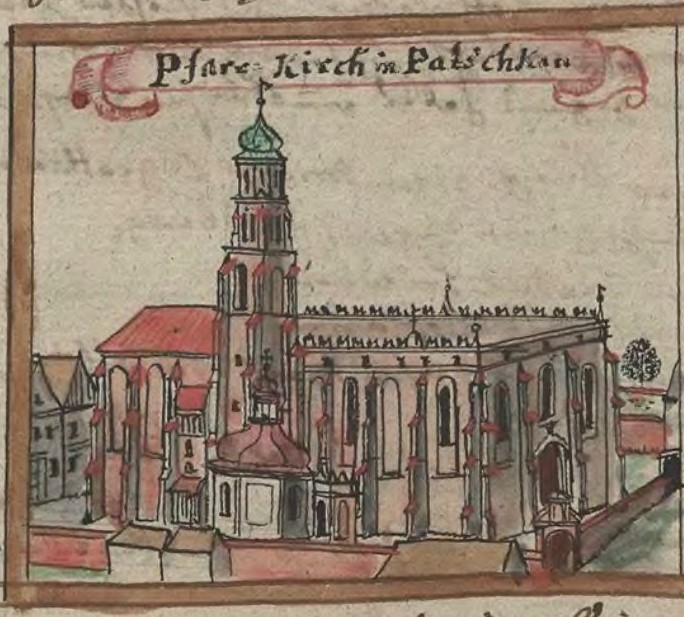
Zeichnung der Kirche aus der Mitte des 18. Jahrhunderts

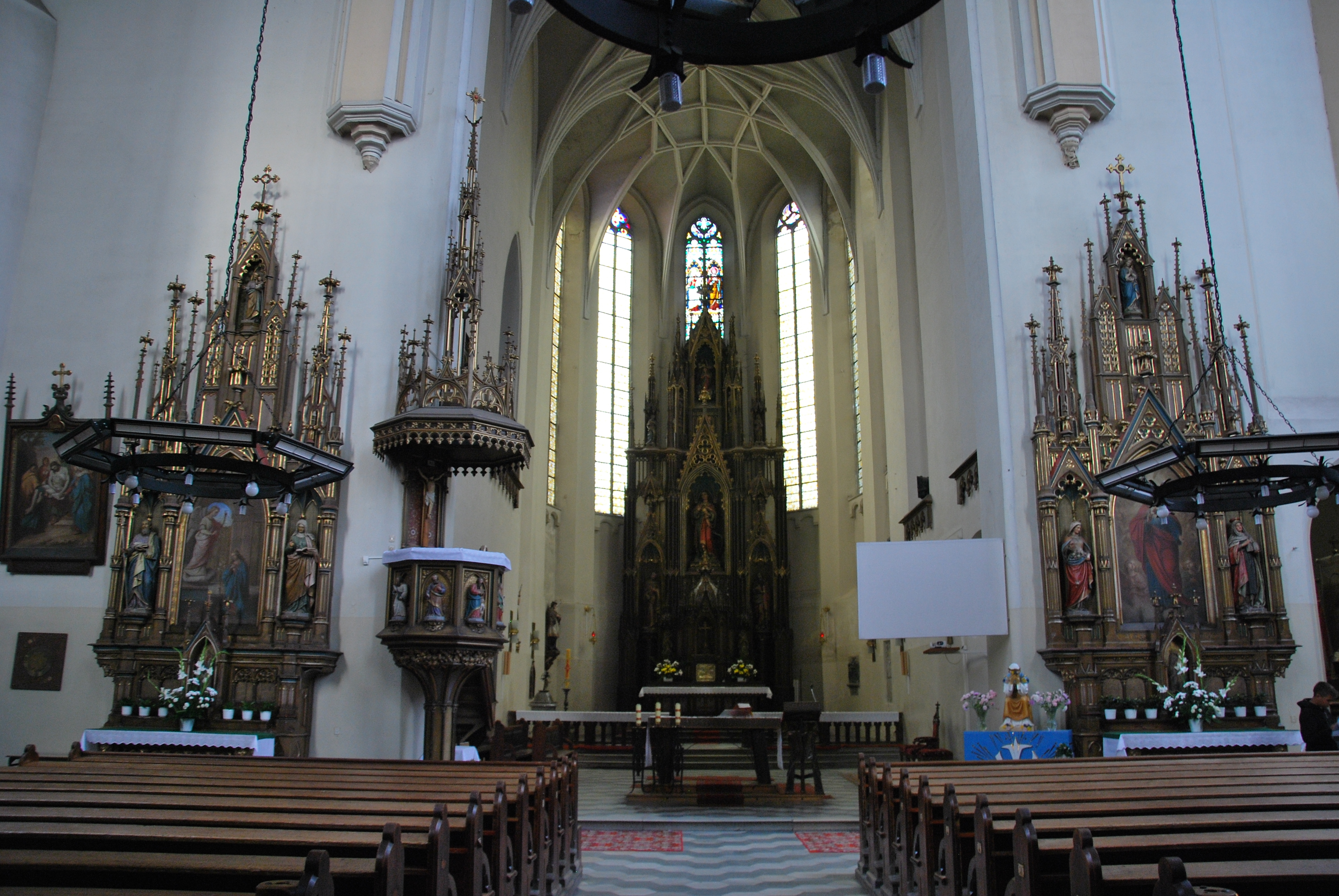
Innenansicht

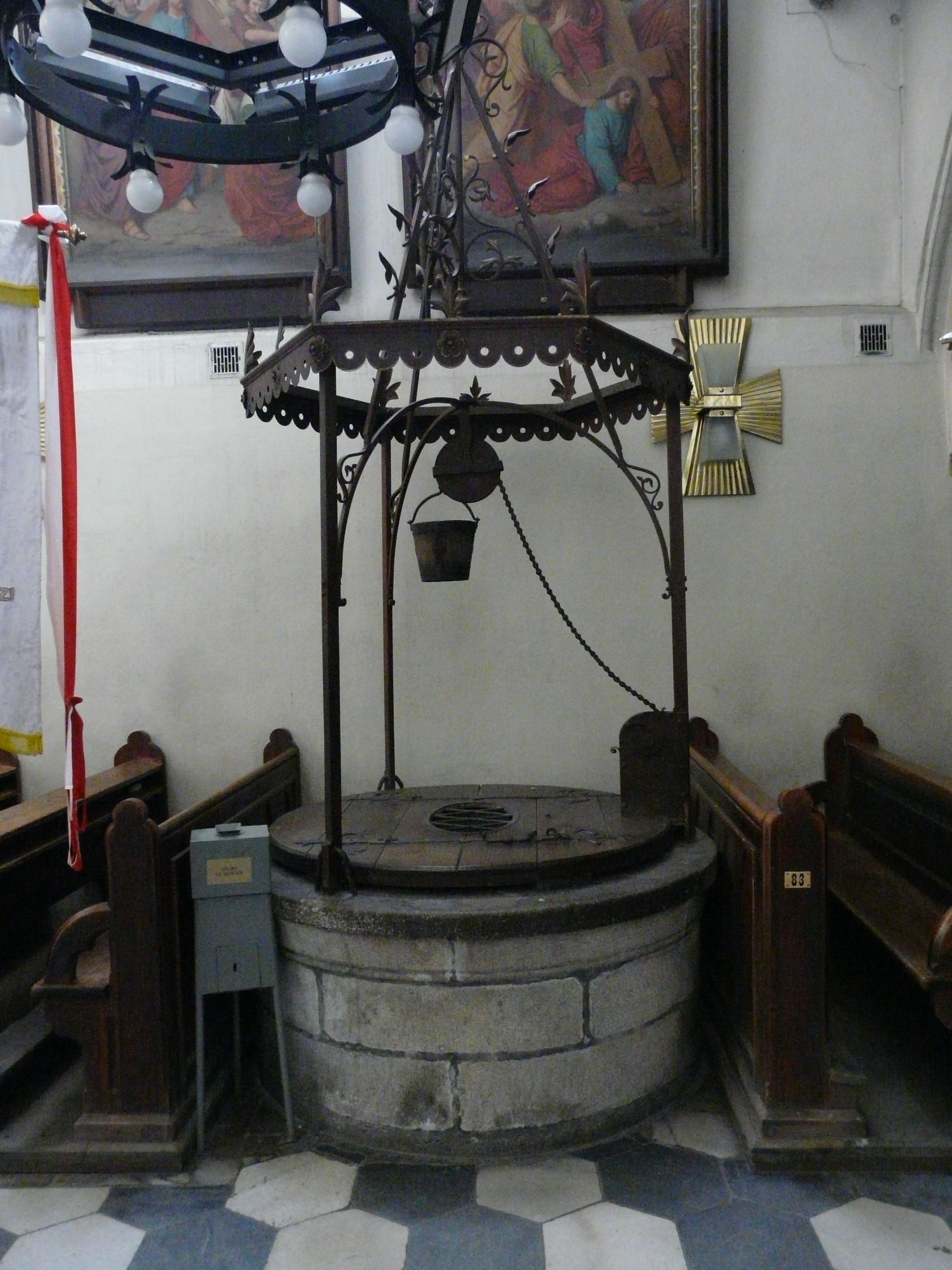
Brunnen in der Kirche

Ein Vorgängerbau an Stelle der späteren Friedhofskirche wurde erstmals 1285 erwähnt. Mit dem Bau der Kirche wurde vermutlich im Jahr 1361 begonnen, fertiggestellt war sie um 1380. Stifter war der seit 1342 amtierende Breslauer Fürstbischof Preczlaw von Pogarell. Als Vorbild für die dreischiffige Hallenkirche aus Backstein diente die Breslauer Heilig-Kreuz-Kirche. Das Patrozinium war ursprünglich den hll. Maria, Johannes der Täufer und Johannes Evangelist gewidmet. Zudem bestanden mehrere Altarstiftungen. Die Kirchenweihe ist für das Jahr 1389 belegt.

## Architektur
Das Bauwerk mit kurzem Schiff und einem langen Chor, der von zwei seitlichen Anbauten (Sakristei und Marienkapelle), die auch als Maltitzkapelle bezeichnet wird, begrenzt wird und mit einer 5/10-Apsis abschließt. Die Ostseite ist mit lanzettförmigen Maßwerkfenstern versehen. Die Fassade wird beherrscht von hohen, mehrfach abgestuften Strebepfeilern und ist von einer Attika bekrönt. 
Die gegenwärtige Form des Bauwerks ergab sich durch Umbauten im Stil der Renaissance, des Barock und der Neugotik. Im 15. Jahrhundert wurde an der Südseite des Chors eine zweischiffige Kapelle angebaut, die der hl. Maria gewidmet ist. Die zweite Kapelle wurde im Barockstil 1701 während einer Pestepidemie als Gelübde an den hl. Rochus an die Nordvorhalle von 1562 angebaut. Der Querturm auf der Nordseite war nach seiner Vollendung im Jahr 1389 mit einem 120 Meter hohen Spitzhelm bekrönt; der gegenwärtige barocke Knickhelm ist 64 Meter hoch.
Wegen der Bedrohung durch die Türkenkriege wurde die Kirche im 16. Jahrhundert umgebaut und befestigt. Die Dächer wurden umgestaltet und Schildmauern mit einem Dachboden hinzugefügt. Im südlichen Kirchenschiff befindet sich ein runder Brunnen, der im 19. Jahrhundert einen eisernen Überbau erhielt. Dieser Brunnen wurde als „Tartarenbrunnen“ bezeichnet, der die Bewohner mit Wasser versorgte. Im Falle eines feindlichen Angriffs konnten sie darin Schutz suchen.

### Innenraum
Bemerkenswert sind die verschiedenen Gewölbeformen. In den Seitenschiffen sind es Netz- und Sterngewölbe mit reichen plastischen Verzierungen aus dem Jahr 1472. Die Netzgewölbe im Chor und im Kirchenschiff stammen aus dem Jahr 1491 (entsprechend einer Inschrift von Martin Werner und Thomas Baumgarten aus dem Jahr 1491). Die Marienkapelle ist mit einer ungewöhnlichen Variante eines Netzgewölbes überwölbt. Die südliche Vorhalle ist demgegenüber mit Kreuzrippengewölben geschlossen. Zur Ausstattung gehören zwei Holzskulpturen, die die Madonna mit Jesuskind und den hl. Laurentius darstellen. Der neugotische Hauptaltar wurde 1858 geschaffen, zwei Seitenaltäre und eine Kanzel stammen ebenfalls aus dem 19. Jahrhundert. Die Gemälde in den Seitenaltären schuf 1890 der Glatzer Historienmaler Hieronymus Richter. In der Marienkapelle befindet sich ein Renaissancealtar aus Sandstein aus dem Jahr 1588, der dem Neisser Bildhauer Georg Grebacher zugeschrieben wird. Eine hölzerne Pietà aus der Zeit um 1430 ist verschollen.